# 김영이
김영이(金英伊, 1952년 1월 20일 ~ )은 대한민국의 제6대 부산광역시 중구의원이다.

## 학력
- 통영여자고등학교 졸업

## 경력
- 영주2동 한나라당 여성회장
- 영주2동 유아원 초대 어머니회장
- 영주2동 어린이집 어머니회 초대회장
- 영주2동 아파트부녀회 초대회장
- 영주2동 은하아파트 총무
- 재부 통영여자중학교·통영여자고등학교 총동창회 이사
- 민주평화통일자문위원회 중구 협의회 위원
- 영주2동 주민자치위원회 고문
- 재부통영향우회 사무부국장
- 한나라당 중구 영주2동 여성회 회장
- (사)부산주부교실 중구지회 총무
- 2010.07 ~ 2014.06 제6대 부산광역시 중구의회 의원
- 2013.10 ~ 2014.06 제6대 부산광역시 중구의회 후반기 부의장

## 역대 선거 결과
|  | 73.95% |

|  | 62.87% |